# 1904 en science
| Années de la science : 1901 - 1902 - 1903 - 1904 - 1905 - 1906 - 1907    |
| Décennies de la science : 1870 - 1880 - 1890 - 1900 - 1910 - 1920 - 1930 |

Cet article présente les faits marquants de l'année 1904 en science.

## Événements
- 10 janvier : l'astronome allemand Max Wolf découvre à l'observatoire du Königstuhl d'Heidelberg (522) Helga, un astéroïde de la ceinture principale[1].

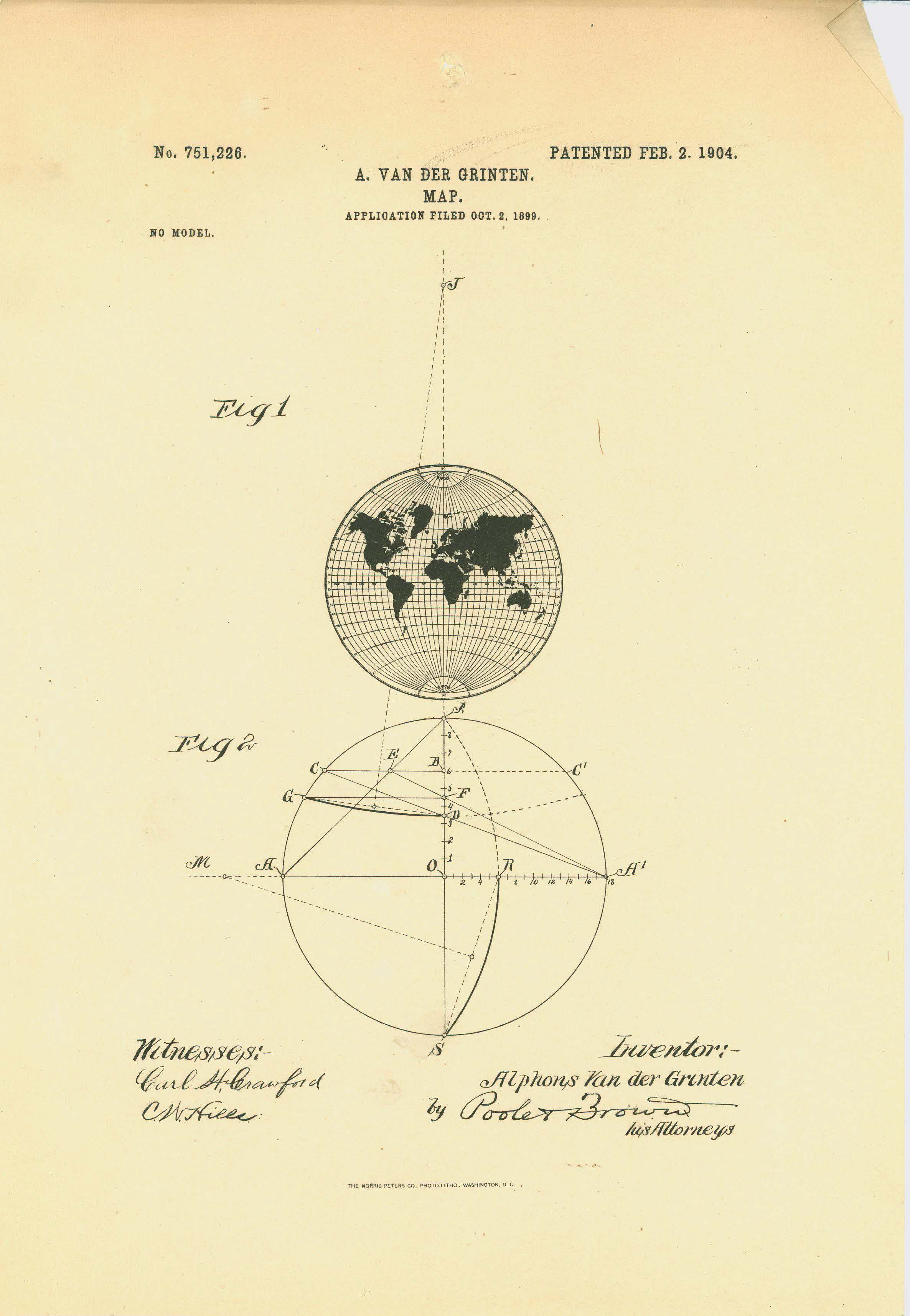
Patent Case File No. 751,226, Maps, Inventor Alphons Van Der Grinten.

- 2 février : Alphons Van der Grinten obtient un brevet américain pour une projection cartographique[2].
- 19 février : la première expédition Charcot aborde en Antarctique dans une crique baptisée Port Lockroy, du nom du ministre de la Marine, sur l'île Wiencke puis hiverne à Port-Charcot au nord de l'île Booth (fin le 15 février 1905)[3].

- 7-22 septembre : tenue du VIIIe Congrès Géographique International à Washington[4]. Il déclare l'Antarctique comme cible principale des futures explorations[5].

- 21 septembre : début de la correspondance entre Sigmund Freud et le psychiatre suisse Eugen Bleuler, à l’origine du concept de schizophrénie[6].

- 3 décembre : découverte du 6e satellite de Jupiter, Himalia par Charles Dillon Perrine à l'observatoire Lick[7].

- L'astronome allemand Johannes Franz Hartmann découvre le milieu interstellaire en étudiant à Potsdam les raies spectrales de l'étoile double Delta Orionis[8].

### Sciences physiques
- 23 septembre : le physicien français Paul Langevin développe sa théorie du magnétisme (Fonction de Langevin) lors d'une communication présentée au Congrès international des arts et des sciences à Saint-Louis, Missouri intitulée « La physique des électrons », publiée  dans la Revue générale des sciences le 15 mars 1905[9].
- Le chimiste allemand Friedrich Stolz réussit à fabriquer synthétiquement de l’adrénaline chez Hoechst à Francfort[10].
- Le physicien britannique Joseph John Thomson propose un modèle atomique (plum pudding model)[11].
- Le physicien japonais Hantaro Nagaoka propose un modèle de la structure de l'atome, où les électrons orbitent autour d'un noyau dense et forment un anneau similaire à celui de Saturne. Il est abandonné en 1911 au profit du modèle atomique de Rutherford[12].

## Publications
- James Jeans : The Dynamical Theory of Gases (« Théorie dynamique des gaz »).
- Edward Maunder : Note on the distribution of sun-spots in heliographic latitude, 1874-1902, Monthly Notices of the Royal Astronomical Society, Vol. 64.
- Charles Spearman: « General Intelligence objectively determined and measured », American Journal of Psychology 15, 201-293, 1904 [lire en ligne].

## Prix
- Prix Nobel

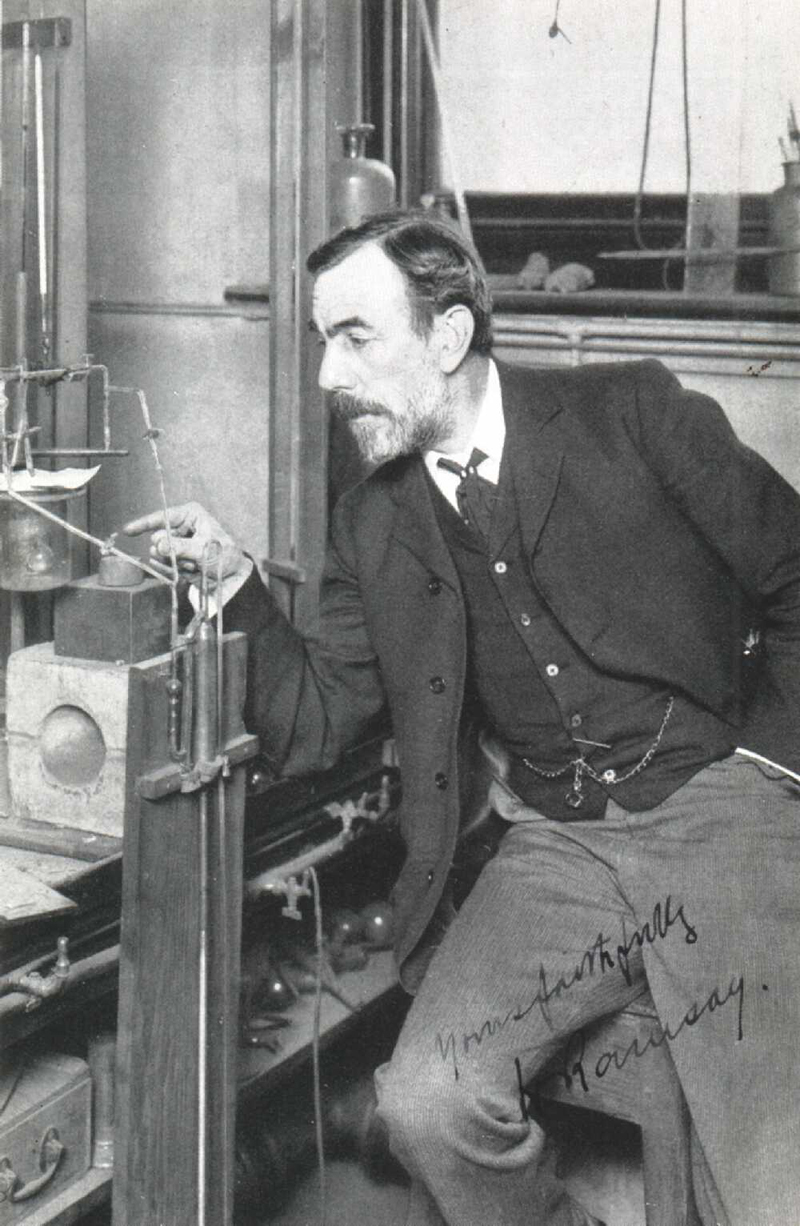
Sir William Ramsay

  - Physique : Lord John Rayleigh pour la découverte de l’argon.
  - Chimie : Sir William Ramsay (britannique) pour sa découverte des gaz rares de l’air.
  - Physiologie ou médecine : Ivan Petrovich Pavlov (Russe) pour ses travaux sur les glandes digestives (neurophysiologie).

- Médailles de la Royal Society
  - Médaille Copley : William Crookes
  - Médaille Darwin : William Bateson
  - Médaille Davy : William Henry Perkin, Jr. (en)
  - Médaille Hughes : Joseph Swan
  - Médaille royale : William Burnside, David Bruce
  - Médaille Rumford : Ernest Rutherford
  - Médaille Sylvester : Georg Cantor

- Médailles de la Geological Society of London
  - Médaille Lyell : Alfred Gabriel Nathorst
  - Médaille Murchison : George Alexander Louis Lebour
  - Médaille Wollaston : Albert Heim

- Prix Jules-Janssen (astronomie) : Percival Lowell
- Médaille Bruce (astronomie) : William Huggins
- Médaille Linnéenne : Albert Charles Lewis Günther

## Naissances

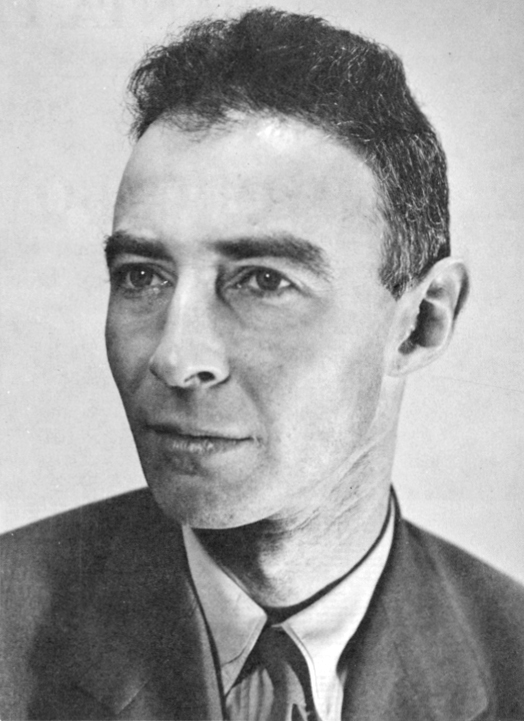
Robert Oppenheimer

- 2 janvier : Walter Heitler (mort en 1981), physicien germano-irlandais.
- 29 janvier : Arnold Gehlen (mort en 1976), anthropologue et sociologue allemand.

- 18 février : Otto Rahn (mort en 1939), écrivain et archéologue allemand.
- 27 février : Iouli Khariton (mort en 1996), physicien nucléaire russe.
- 28 février : Alfred Bohrmann (mort en 2000), astronome allemand.
- 4 mars : George Gamow (mort en 1968), physicien, astronome et cosmologiste américano-russe.
- 13 mars : René Dumont (mort en 2001), agronome français.
- 26 mars : Joseph Campbell (mort en 1987), professeur, écrivain,  orateur et anthropologue américain.
- 30 mars : Huang Jiqing (mort en 1995), géologue chinois.
- 17 avril : Irene Manton (morte en 1988), botaniste britannique.
- 22 avril : Robert Oppenheimer († 1967), physicien américain.
- 6 mai : Max Mallowan (mort en 1978), archéologue britannique.
- 9 mai : Gregory Bateson (mort en 1980), anthropologue, psychologue et épistémologue américain.
- 21 mai : Maurice Coumétou (mort en 1999), médecin, psychologue et statisticien français.
- 24 mai : Arthur Roy Clapham (mort en 1990), botaniste et écologue britannique.
- 27 mai : Georges-Albert Boutry (mort en 1973), physicien français.

- 4 juin : Georges Canguilhem (mort en 1995), philosophe et médecin français.
- 11 juin : Gaston Charlot (mort en 1994), chimiste français.
- 23 juin : Carleton Coon (mort en 1981), anthropologue américain.

- 5 juillet : Ernst Mayr (mort en 2005), biologiste évolutionniste allemand.
- 12 juillet : Boris Rohdendorf (mort en 1977), entomologiste russe.
- 13 juillet : Lucia de Brouckère (mort en 1982), chimiste belge.
- 14 juillet : Louis Rapkine (mort en 1948), biochimiste français d'origine russe.
- 28 juillet : Pavel Tcherenkov (mort en 1990), physicien russe, prix Nobel de physique 1958.

- 16 août : Wendell Meredith Stanley (mort en 1971), biochimiste et virologue américain.

- 16 septembre : Marcel Pourbaix (mort en 1998), électrochimiste belge.
- 17 septembre : Jürgen Kuczynski (mort en 1997), statisticien et économiste allemand.
- 26 septembre : Michael Avi-Yonah (mort en 1974), archéologue et historien israélien.
- 29 septembre : André Lallemand (mort en 1978), astronome français.

- 1er octobre : Otto Frisch (mort en 1979), physicien austro-britannique.
- 2 octobre : Igor Vladimirovich Belkovich (mort en 1949), astronome russe.
- 3 octobre : Charles Pedersen (mort en 1989), chimiste organicien américain, prix Nobel de chimie en 1987.
- 28 octobre : Jacques Vandier (mort en 1973), égyptologue français.

- 7 novembre : Jean Coulomb (mort en 1999), géophysicien français.
- 22 novembre : Louis Néel (mort en 2000), physicien français, prix Nobel de physique en 1970.
- 13 décembre : William McCrea (mort en 1999), astronome et mathématicien britannique.
- 25 décembre : Gerhard Herzberg (mort en 1999), physicien et chimiste canadien, prix Nobel de chimie en 1971.
- 27 décembre : Mojżesz Presburger (mort en 1943), mathématicien, logicien et philosophe polonais.

## Décès

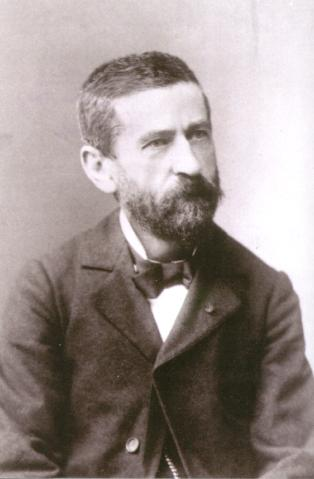
Émile Duclaux

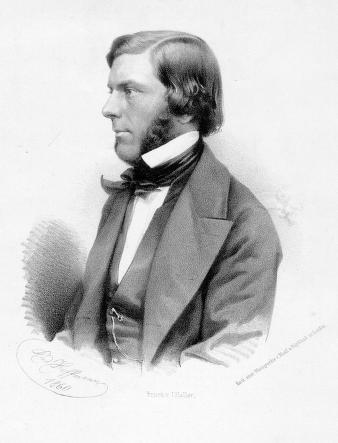
Alexander William Williamson

- 5 janvier : Karl Alfred von Zittel (né en 1839), paléontologue allemand.
- 31 janvier : Charles-Eugène Ujfalvy de Mezökövesd (né en 1842), ethnologue, explorateur et linguiste austro-hongrois.

- 11 février :
  - Vladimir Markovnikov (né en 1837), chimiste russe.
  - Élie Reclus (né en 1827), journaliste et ethnologue français.
- 13 février : Octave Callandreau (né en 1852), astronome français.
- 29 février : Henri Joseph Anastase Perrotin (né en 1845), astronome français.

- 7 mars : Ferdinand André Fouqué (né en 1828), géologue français.
- 22 mars : Karl Moritz Schumann (né en 1851), botaniste allemand.

- 2 mai : Émile Duclaux (né en 1840), physicien, chimiste et biologiste français.
- 6 mai : Alexander William Williamson (né en 1824), chimiste britannique.
- 13 mai : Gabriel Tarde (né en 1843), psychologue et sociologue.
- 14 mai : Fiodor Bredikhine (né en 1831), astronome russe.
- 15 mai : Étienne-Jules Marey (né en 1830), physiologiste français, pionnier de la photographie et un précurseur du cinéma.
- 23 mai : Joseph Michon (né en 1836, médecin et homme politique.

- 27 juin : Anatole de Barthélemy (né en 1821), archéologue et numismate français.

- 3 juillet : John Bell Hatcher (né en 1861), paléontologue américain.
- 17 juillet : Isaac Roberts (né en 1829), ingénieur et astronome britannique.
- 23 juillet : Rodolfo Armando Philippi (né en 1808), naturaliste chilien d'origine allemande.

- 4 août : Christoph von Sigwart (né en 1830), philosophe et logicien allemand.
- 16 août : Étienne-Jules Marey (né en 1830), médecin français.
- 19 août : Guillaume de Rocquigny-Adanson (né en 1852), militaire mathématicien et naturaliste français.

- 30 septembre : Alfred Nehring (né en 1845), zoologiste et paléontologue allemand.

- 1er octobre : Jean-François-Albert du Pouget de Nadaillac (né en 1818), administrateur, paléontologue et anthropologue français.
- 3 octobre : Gaston Lespiault (né en 1823), mathématicien, physicien, météorologue et astronome français.
- 8 octobre : Clemens Winkler (né en 1838), chimiste allemand.
- 16 octobre : Bernard Renault (né en 1836), paléobotaniste français.
- 18 octobre : Jules Macé de Lepinay (né en 1851), physicien français.
- 22 octobre : Karl Josef Bayer (né en 1847), chimiste autrichien.
- 21 novembre : Luigi Palma di Cesnola (né en 1832), militaire et archéologue amateur américain d'origine italienne.

- 21 décembre : Adrien Arcelin (né en 1838), géologue et archéologue préhistorien français.